# Nankan
Nankan (japanska: 南関町?, Nankan-machi) är en landskommun (köping) i Kumamoto prefektur på ön Kyūshū i södra Japan. 